# Cotíngids
Els cotíngids (Cotingidae) són una família d'ocells de l'ordre dels passeriformes que habiten la zona neotropical. Hi ha tanta diversitat de colors i grandària entre les diferents espècies que és difícil marcar característiques que puguin compartir totes.

## Morfologia
- Fan 8 – 50 cm de llargària, amb un pes de 6 – 400 gr.[2][3]
- En general fort dimorfisme sexual, amb mascles amb colors brillants amb roig, porpra o blau. Hi ha, però, espècies en què els sexes són molt semblants i de colors modests.
- Les vocalitzacions són molt variades.

## Hàbitat i distribució
Habiten en Mèxic, Amèrica Central i del Sud, a l'interior de boscos, des de zones tropicals fins temperades.

## Alimentació
Principalment fruites, però algunes espècies també insectes.

## Reproducció
Fan nius oberts, on posen 1 – 3 ous de color ant o oliva amb taques i punts més foscos. La incubació dura 19 – 28 dies i romanen al niu 21 – 44 dies. S'ha avaluat la cura de les cries entre mascles i famelles en un 50%.

## Llista de gèneres i espècies
El Congrés Ornitològic Internacional (versió 11.1, 2021) descriu 24 gèneres amb 66 espècies:
- Ampelioides, amb una 1espècie: cotinga escatosa (Ampelioides tschudii).
- Pipreola, amb 11 espècies.
- Snowornis, amb dues espècies.
- Carpornis, amb dues espècies.
- Rupicola, amb dues espècies.
- Phoenicircus, amb dues espècies.
- Zaratornis, amb una espècie: cotinga galtablanca (Zaratornis stresemanni).
- Phytotoma, amb tres espècies.
- Phibalura, amb dues espècies.
- Doliornis, amb dues espècies.
- Ampelion, amb dues espècies.
- Haematoderus, amb una espècie: cotinga carmesí (Haematoderus militaris).
- Querula, amb una espècie: cotinga quèrula (Querula purpurata).
- Pyroderus, amb una espècie: cotinga ardent (Pyroderus scutatus).
- Cephalopterus, amb tres espècies.
- Perissocephalus, amb una espècie: cotinga caputxina (Perissocephalus tricolor).
- Lipaugus, amb 9 espècies.
- Procnias, amb 4 espècies.
- Cotinga, amb 7 espècies.
- Porphyrolaema, amb una espècie: cotinga gorjamorada (Porphyrolaema porphyrolaema).
- Conioptilon, amb una espècie: cotinga caranegra (Conioptilon mcilhennyi).
- Gymnoderus, amb una espècie: cotinga vulturina (Gymnoderus foetidus).
- Xipholena, amb tres espècies.
- Carpodectes, amb tres espècies.